# Jurij Wizbor
Jurij Wizbor (Юрий Визбор, ur. 20 czerwca 1934 w Moskwie, zm. 17 września 1984 tamże) – radziecki poeta, aktor filmowy, pisarz i dziennikarz, scenarzysta, dramaturg, artysta. Autor ponad 300 piosenek. Członek Związku Dziennikarzy i Związku Kompozytorów ZSRR. 

## Życiorys

### Wczesne lata
Urodził się 20 czerwca 1934 r. w Moskwie.
Matka — Maria Grigorjewna Szewczenko (1912—1999), urodziła się w Jekaterynodarze (obecny Krasnodar). Ukończyła kursy położnych, podczas wojny pracowała w stacji sanitarno-epidemiologicznej i studiowała na Pierwszym Moskiewskim Państwowym Uniwersytecie Medycznym im. I.M. Sieczenowa. Przez ponad 30 lat pracowała w Ministerstwie Zdrowia ZSRR i była członkiem międzynarodowych organizacji medycznych.
Ojciec — Juozas Iwanowicz Wizbor (1903—1938), Litwin, urodził się w Lipawie, był marynarzem, a podczas wojny domowej dowódcą Armii Czerwonej. W 1938 roku został aresztowany i skazany na rozstrzelanie za rzekomą działalność kontrrewolucyjną, pośmiertnie zrehabilitowany w 1958 roku.
Po aresztowaniu ojca, rodzina została wysiedlona z podmoskiewskiego Sokoła. Maria z Jurijem wyjechali do Chabarowska. W 1941 roku wrócili do Moskwy.
Matka wyszła ponownie za mąż za Iwana Kuźmicza Aczetkowa. W 1951 roku Maria rozwiodła się z Iwanem. 
W autobiografii Wizbor pisze, że swoje pierwsze wiersze napisał w wieku 14 lat.

### Studia w MPGI
W 1951 roku Wizbor ukończył moskiewską szkołę średnią nr 659 i rozpoczął studia w Moskiewskim Państwowym Instytucie Pedagogicznym im. W.I. Lenina (MGPI). Na wybór uczelni wpłynął jego kolega z klasy, Władimir Krasnowski o którym Wizbor mówił: „Nie było w moim życiu osoby, która miałaby na mnie większy wpływ niż Wołodia". Już w szkole nauczył Jurija grać na gitarze.
W MGPI istniały już tradycje związane z twórczością muzyczną studentów i turystyką. Wrażenia z pierwszych wycieczek po okolicach Moskwy i Karelii stały się podstawą pierwszych piosenek Wizbora.
Piosenka „Madagaskar” (ros. Мадагаскар) szybko stały się popularne wśród moskiewskich studentów. Litera „P” w skrócie MGPI na początku lat 50. była w środowisku studenckim rozwijana jako „śpiew”. Był to jeden z ośrodków rodzącego się wówczas gatunku „piosenki autorskiej” i Wizbor szybko stał się jego czołowym przedstawicielem.
W tym okresie Wizbor komponował piosenki na znane melodie lub z ich wykorzystaniem. Autorami niektórych melodii byli jego przyjaciele m.in. Władimir Krasnowski.
Do okresu studiów należą dziesiątki wczesnych piosenek Wizbora, w tym „Hymn MGPI” (ros. Гимн МГПИ).

### Okres w armii
W 1955 roku Wizbor ukończył MGPI uzyskując dyplom z języka i literatury rosyjskiej. Od sierpnia do września pracował jako nauczyciel w szkole średniej w Kizema (obwód archangielski), dokąd wyjechał razem z Władimirem Krasnowskim. W październiku tego samego roku obaj zostali powołani do Armii Radzieckiej i służyli w jednostkach wojskowych na terenie Kandalakszy w Karelii (obecnie obwód murmański). Pod koniec służby był radiotelegrafistą 1. klasy, mistrzem okręgu wojskowego w radiokomunikacji. Pisał wiersze i piosenki o tematyce wojskowej, publikując je w gazecie formacyjnej i okręgu wojskowego.
Okres wojskowy, według R. Shipowa, redaktora zbioru dzieł Wizbora, odegrał kluczową rolę w jego rozwoju jako poety. Wówczas skomponował swoją pierwszą piosenkę do własnej muzyki — „Góry Błękitne” (ros. "Синие горы"). 
Na całe życie pokochał północ kraju, do której później wracał zarówno w sprawach dziennikarskich, jak i do przyjaciół.
Podczas służby wojskowej i zaraz po przejściu do rezerwy napisał powieść "Nie ma wpływu na żywotność” (ros. "На срок службы не влияет") (pierwszy raz opublikowana w dwutomowym zbiorze dzieł po śmierci autora). W 1963 roku Konstantin Simonow napisał pozytywną recenzję na jej temat, ale główny redaktor czasopisma „Yunost” Borys Polewoj nie zdecydował się jej opublikować. Powieść jest autobiograficzna: w głównym bohaterze Konstantinie Rybinie można dostrzec samego Wizbora, a w jego przyjacielu Władimirze Krasowskim — jego przyjaciela Władimira Krasnowskiego.

### Początek kariery dziennikarskiej i popularność piosenek
W październiku 1957 odszedł ze służby wojskowej w stopniu starszego sierżanta i rozpoczął pracę jako niezależny dziennikarz, początkowo w Radiu Moskiewskim. Okres powojenny nie był łatwy pod względem życia codziennego, nie miał stałej pracy, ale założył rodzinę (ożenił się ze swoją koleżanką z uczelni Adą Jakuszewą). Z tego małżeństwa urodziła się córka Tatiana, późniejsza dziennikarka i prezenterka radiowa. Trudny okres w życiu codziennym był jednak owocny: powstały wówczas niezwykle popularne piosenki, m .in: Walc Dombajski (ros. "Домбайский Вальс"), Spokojnie, przyjacielu (ros. "Спокойно, дружище, спокойно").
W 1960 roku Wizbor skomponował piosenkę „Jeśli zachoruję” (ros. "Если я заболею") do wiersza Jarosława Smielakowa. Piosenka zdobyła szeroką popularność i w 1961 roku została opublikowana w czasopiśmie „Życie muzyczne” (ros. "Музыкальная жизнь"). W jednym z wystąpień radiowych Jarosław Smielakow powiedział: "Największym uznaniem dla poety jest moment, gdy jego wiersze stają się pieśnią ludową". Była to jedyna piosenka, w której Wizbor wystąpił wyłącznie jako kompozytor.
Piosenki Wizbora, rozpowszechniane na nieoficjalnych nagraniach magnetofonowych, zyskały popularność wśród inteligencji — najpierw w Moskwie, a potem w całym kraju.
W 1962 roku uczestniczył w tworzeniu radiostacji „Yunost”.
W 1963 roku Wizbor był jednym z założycieli popularnego czasopisma „Krugozor”, w którym pracował do 1970 roku.
W 1967 roku wstąpił do KPZR. Napisał scenariusz do filmu dokumentalnego „Tuwa — skrzyżowanie czasów” (Studio Filmowe w Swierdłowsku).
Rok 1971 był pierwszym aktywnym rokiem koncertowej działalności Wizbora: odbył trzydzieści występów w miastach całego kraju, a najbardziej aktywny był rok 1976 (siedemdziesiąt koncertów).
W 1974 roku odbyła się premiera sztuki „Autograd XXI” w Moskiewskim Teatrze im. Leninskiego Komsomołu (reżyser i współautor M. Zacharow), a następnie sztuki „W ewidencji nie figuruje” na podstawie powieści B. Wasiljewa. Od 1974 do 1984 roku sztuka ta była wystawiana w dwudziestu siedmiu teatrach w kraju.
W 1979 roku Moskiewski Klub Piosenki Autorskiej przygotował zbiór utworów Wizbora.
W ostatnich latach życia Wizbor nadal aktywnie pracował w telewizji, tworzył piosenki, w tym do filmów telewizyjnych, i występował z koncertami.
Był gorącym miłośnikiem alpinizmu
Posiadał tytuł instruktora narciarstwa alpejskiego; doświadczenia z pracy w górach Kaukazu i obserwacje życiowe stały się podstawą powieści „Śniadanie z widokiem na Elbrus” (ros. "Завтрак с видом на Эльбрус").

### Twórca filmów telewizyjnych
W 1976 roku został przyjęty do Związku Filmowców ZSRR,
W 1979 roku film „Na biegun!”, do którego tekst napisał Jurij Wizbor, otrzymał Grand Prix na Międzynarodowym Festiwalu Filmowym w San Vincente (Włochy).
Za scenariusz i tekst do filmu dokumentalnego „Doktor” otrzymał Grand Prix na Międzynarodowym Festiwalu Czerwonego Krzyża w Warnie (1976).
Jego podróże służbowe były związane z największymi projektami tamtych czasów: budową KamAZ-u i elektrowni wodnej Brack, zagospodarowaniem Samotłoru, oraz rozwojem złóż Jakucji.

### Kariera aktorska
Swoją pierwszą rolę w filmie Wizbor zagrał w 1966 roku, występując w filmie Marlena Chucyjewa „Letni deszcz”. Jak sam przyznał, kiedy reżyser zadzwonił do niego i zaproponował udział w filmie, uznał to za żart. Niemniej jednak, jak na nieprofesjonalnego aktora, jego debiut był bardzo przekonujący, a rola czarującego „człowieka z gitarą” stała się dla niego jedną z najbardziej udanych ról.
Potem Wizbor wystąpił m.in.:
- W 1968 roku zagrał w filmie „Czerwony namiot” w roli profesora Begouneka[9],

- W 1969 roku zagrał w filmie „Nikt nie rodzi się żołnierzem” w roli generała Zacharowa[10],
- W 1969 roku zagrał w filmie „Rudolfio” w roli Rudolfa[11],
- W 1971 roku zagrał w filmie "Perestupi porog" w roli dyrektora szkoły[12],
- W 1971 roku zagrał w filmie "Ty i ja" w roli Saszy[13],
- W 1973 roku zagrał w serialu telewizyjnym „Siedemnaście mgnień wiosny” jako Martin Bormann[14]

### Choroba i śmierć
W 1982 roku przeszedł zawał mięśnia sercowego, po którym pomyślnie odzyskał zdrowie i nawet powrócił do swoich zwykłych ekspedycji w góry. Na początku marca 1984 roku, w obozie alpinistycznym Wizbor napisał swoją ostatnią piosenkę — „Cejską” (ros. "Цейская"). Po powrocie do Moskwy źle się poczuł i zdiagnozowano u niego raka wątroby.
Jurij Wizbor zmarł 17 września 1984 w Moskwie w wieku 51 lat.
Został pochowany na moskiewskim cmentarzu Kuncewskim.

## Życie osobiste
Był żonaty 4 razy
- W 1958 r. ożenił się z Adą Jakuszewą (24 stycznia 1934 r. - 6 października 2012 r.).
  - Mieli córkę Tatianę, która później została dziennikarką radiową  .
  - Wnuki:
    - Varvara Wizbor  – piosenkarka;
    - Jurij Wizbor Jr. (Lobikov)  - kompozytor, muzyk.
- Jego drugą żoną w 1967 roku została aktorka Evgenia Uralova (19 czerwca 1940 – 17 kwietnia 2020), którą Wizbor poznał na planie filmu „Letni deszcz”  .
  - W małżeństwie tym urodziła się córka Anna.
- W 1974 roku Wizbor po raz trzeci poślubił artystkę Tatianę Ławruszinę. Małżeństwo trwało nieco ponad sześć miesięcy.
- Wizbor ożenił się po raz czwarty w 1979 r. , po 5 latach spotykania się, z dziennikarką Niną Filimonovną Tichonową (27 września 1938 r. - 24 maja 2013 r.)